# Latrodectus variolus
Espèce
Latrodectus variolus est une espèce d'araignées aranéomorphes de la famille des Theridiidae.

## Distribution
Cette espèce se rencontre dans l'Est des États-Unis et au Canada en Ontario,.

## Description

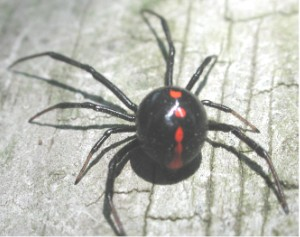
Latrodectus variolus vue dorsale

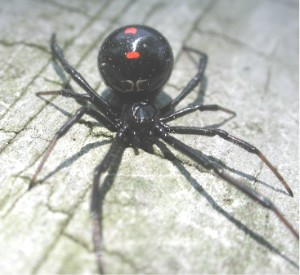
Latrodectus variolus vue dorsale

Les mâles décrits par McCrone et Levi en 1964 mesure 6,5 et 6,7 mm et les femelles 9,2 et 11,0 mm.

## Taxonomie
Cette espèce a été relevée de sa synonymie avec Latrodectus mactans par McCrone et Levi en 1964.

## Publication originale
- Walckenaer, 1837 : Histoire naturelle des insectes. Aptères. Paris, vol. 1, p. 1-682.